# Arroyomolinos (Madrid)
Arroyomolinos és un municipi de la comunitat autònoma de Madrid. Limita amb els municipis de Moraleja de Enmedio, Móstoles, Fuenlabrada i Navalcarnero.

## Història
Segons algunes fonts, Arroyomolinos va ser fundat pels àrabs, per a més tard ser conquistat i cristianitzat pel monarca Alfons VI de Castella en el seu avanç cap a la decisiva reconquesta de Toledo (1085). En aquells dies, el lloc era conegut amb el nom de Barracas del Arroyo. Altres fonts no obstant això consideren que la localitat va ser fundada en l'any 1400, amb la mateixa denominació, per a més tard canviar a l'actual.
Fou durant aquells mateixos anys quan Pere I el Cruel va concedir a Día Gómez de Toledo el privilegi de repoblar el terme d'Arroyomolinos amb 80 habitants. Cap a 1476, Juan de Oviedo es va ensenyorir de la vila i va ordenar la construcció d'una torre, coneguda en l'actualitat com Torrassa d'Arroyomolinos o Torre del Pan. Quan en aquest any, Gonzalo Chacón va assetjar Arroyomolinos para combatre Oviedo, la Torrassa no s'havia conclòs encara, de manera que va ser aquest últim qui va ordenar la seva finalització. A la fi del segle xix i a principi del xx, la Torrassa va ser utilitzada com a graner en les dues primeres plantes i com a colomar en les tres restants.
D'aquesta època data l'entapissat dels buits de les plantes superiors per a controlar les aus i va anar també llavors quan es van arrasar el parapet i els merlets del terrat, amb la finalitat de construir els més de 4.000 nius que en el passat tenia la torre. Malgrat la seva proximitat a l'autovia d'Extremadura no es va veure molt afectat pel creixement poblacional dels anys 1970 que van afectar altres localitats del seu entorn. No obstant això al començament del segle XXI l'alt preu de l'habitatge a Madrid, unit al seu escàs desenvolupament urbanístic previ, ha obert les portes a l'especulació immobiliària i ha impulsat el desenvolupament demogràfic, duplicant la seva població en tot just un any, de 3984 habitants en 2005 a 9020 en 2006.